# Spatlap

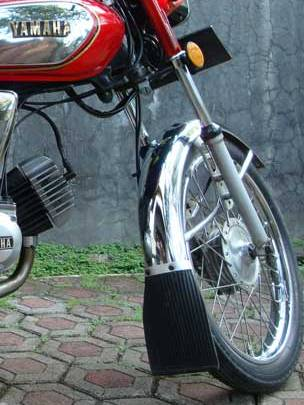
Spatlap op een motorfiets

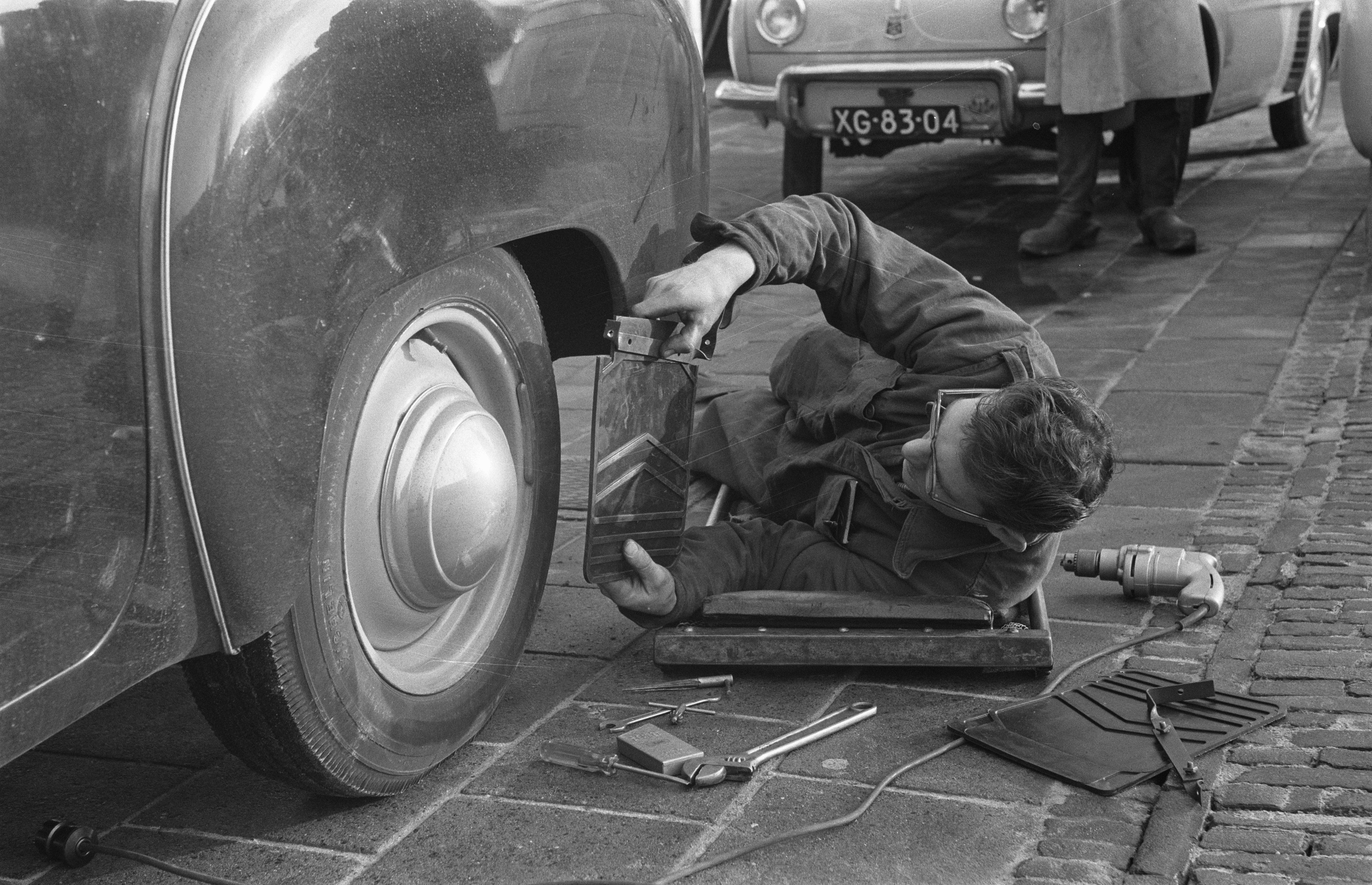
Het monteren van een spatlap aan een auto (1959)

Een spatlap is een voorziening aan een vervoermiddel dat opspattend vuil en water dat door de wielen van de weg is losgemaakt tegenhoudt.
Spatlappen bevinden zich bij een auto achter de wielkasten, vaak bij de achterwielen. Deze voorkomen dat vuil het voertuig zelf of een ander voertuig kan beschadigen. Ook voorkomen spatlappen dat tijdens of kort na een regenbui water omhoog spat, waardoor het zicht op de weg wordt belemmerd.
Bij fietsen en bromfietsen bevinden spatlappen zich aan het uiteinde van het voorspatbord dat zich het dichtst bij het wegdek bevindt. Ze hebben vooral de taak de berijder schoon en droog te houden wanneer men door een plas of over een nat wegdek rijdt.
Spatlappen zijn doorgaans vervaardigd van rubber of kunststof. Soms zijn ze bedrukt met een logo of merk van de fabrikant. Bij vrachtauto's worden ze regelmatig opgesierd met stickers.

## Spatlapbesluit
In de jaren 60 en 70 van de 20e eeuw was het in Nederland voor alle auto's verplicht om spatlappen te hebben. In de wet werd echter een uitzondering gemaakt voor auto's waarbij de constructie niet toestond dat er spatlappen gemonteerd konden worden. Vrijwel alle nieuwe auto's die na het uitvaardigen van deze wet werden geproduceerd, vielen onder deze uitzondering. De term spatlapbesluit is daardoor een uitdrukking geworden voor slecht doordachte en niet te handhaven wetgeving.